# Зграда Старе општине у Кривом Виру
Зграда Старе општине у Кривом Виру налази се у селу Криви Вир у општини Бољевац у Зајечарском округу. Уписана је у листу заштићених споменика културе Републике Србије од 15. маја 1980. године (ИД бр. СК 473).

## Карактеристике
Зграда Старе општине у Кривом Виру грађена је по пројекту Министарства грађевина Србије око 1840. године, после ослобођења Црне Реке од Турака.  Налази на мањем узвишењу y сеоској махали „Горња школа". У себи садржи одређене карактеристике народног градитељства. Саграђена је као приземна зграда правоугаоног облика у основи, и изузетно масивних зидова. Темељи су направљени од ломљеног камена и облутака, а зидови од блада. Покривена је ћерамидом, а под је урађен од набоја. У овој згради било је седиште Општине Криви Вир, а 1883. овде су започеле припреме за Тимочку буну.  